# Jon Gangoiti Llaguno
Jon Gangoiti Llaguno (Bilbao, 5 de novembre de 1951) és un polític i economista basc, senador i diputat al Congrés dels Diputats i al Parlament Europeu.

## Biografia
Llicenciat en ciències econòmiques i militant del Partit Nacionalista Basc, fou elegit diputat per Biscaia a les eleccions generals espanyoles de 1982, formant part de la Comissió de Defensa Congrés dels Diputats. Tornà a ser elegit diputat a les eleccions de 1986, però poc després renuncià al càrrec per a ocupar un escó al Parlament Europeu de 1987 a 1992.
Posteriorment fou escollit senador per Biscaia a les eleccions generals espanyoles de 1993 i 1996. Ha estat vicepresident segon de la Comissió d'Indústria del Senat. El 2001 fou nomenat director de Bilbao Air.